# Antônio Olinto
Antônio Olinto (Ubá, Minas Gerais, 1919. május 10. – Rio de Janeiro, 2009. szeptember 12.) brazil nyelvész, újságíró, író, költő, irodalomkritikus és regényíró. Művei sok témakört felöleltek.
A Brazil Szépirodalmi Akadémia 8. székének tulajdonosa volt 1997-től haláláig, a patrónus Cláudio Manuel da Costa 5. követője volt.